# Nederlands-Antilliaanse hockeyploeg (mannen)
De Nederlands-Antilliaanse hockeyploeg voor mannen was de nationale ploeg die de Nederlandse Antillen vertegenwoordigde tijdens interlandwedstrijden in het hockey.
Het team kon zich maar één maal kwalificeren voor een internationaal kampioenschap: op het Pan-Amerikaans kampioenschap hockey van 2004 eindigden ze op de vijfde plaats.
Zie ook Hockey in de Nederlandse Antillen.

## Erelijst Nederlands-Antilliaanse hockeyploeg
| Jaar | Champions Trophy | Pan-Amerikaans kampioenschap | Olympische Spelen | Wereldkampioenschap | Hockey World League Hockey Pro League |
| ---- | ---------------- | ---------------------------- | ----------------- | ------------------- | ------------------------------------- |
| 1956 |                  |                              | geen deelname     |                     |                                       |
| 1960 |                  |                              | geen deelname     |                     |                                       |
| 1964 |                  |                              | geen deelname     |                     |                                       |
| 1968 |                  |                              | geen deelname     |                     |                                       |
| 1970 |                  |                              |                   |                     |                                       |
| 1971 |                  |                              |                   | geen deelname       |                                       |
| 1972 |                  |                              | geen deelname     |                     |                                       |
| 1973 |                  |                              |                   | geen deelname       |                                       |
| 1974 |                  |                              |                   |                     |                                       |
| 1975 |                  |                              |                   | geen deelname       |                                       |
| 1976 |                  |                              | geen deelname     |                     |                                       |
| 1978 | geen deelname    |                              |                   | geen deelname       |                                       |
| 1980 | geen deelname    |                              | geen deelname     |                     |                                       |
| 1981 | geen deelname    |                              |                   |                     |                                       |
| 1982 | geen deelname    |                              |                   | geen deelname       |                                       |
| 1983 | geen deelname    |                              |                   |                     |                                       |
| 1984 | geen deelname    |                              | geen deelname     |                     |                                       |
| 1985 | geen deelname    |                              |                   |                     |                                       |
| 1986 | geen deelname    |                              |                   | geen deelname       |                                       |
| 1987 | geen deelname    |                              |                   |                     |                                       |
| 1988 | geen deelname    |                              | geen deelname     |                     |                                       |
| 1989 | geen deelname    |                              |                   |                     |                                       |
| 1990 | geen deelname    |                              |                   | geen deelname       |                                       |
| 1991 | geen deelname    |                              |                   |                     |                                       |
| 1992 | geen deelname    |                              | geen deelname     |                     |                                       |
| 1993 | geen deelname    |                              |                   |                     |                                       |
| 1994 | geen deelname    |                              |                   | geen deelname       |                                       |
| 1995 | geen deelname    |                              |                   |                     |                                       |
| 1996 | geen deelname    |                              | geen deelname     |                     |                                       |
| 1997 | geen deelname    |                              |                   |                     |                                       |
| 1998 | geen deelname    |                              |                   | geen deelname       |                                       |
| 1999 | geen deelname    |                              |                   |                     |                                       |
| 2000 | geen deelname    | geen deelname                | geen deelname     |                     |                                       |
| 2001 | geen deelname    |                              |                   |                     |                                       |
| 2002 | geen deelname    |                              |                   | geen deelname       |                                       |
| 2003 | geen deelname    |                              |                   |                     |                                       |
| 2004 | geen deelname    | 5e PA 2004 London            | geen deelname     |                     |                                       |
| 2005 | geen deelname    |                              |                   |                     |                                       |
| 2006 | geen deelname    |                              |                   | geen deelname       |                                       |
| 2007 | geen deelname    |                              |                   |                     |                                       |
| 2008 | geen deelname    |                              | geen deelname     |                     |                                       |
| 2009 | geen deelname    | geen deelname                |                   |                     |                                       |
| 2010 | geen deelname    |                              |                   | geen deelname       |                                       |